# Jeungsan (métro de Séoul)
Jeungsan est une station sur la ligne 6 du métro de Séoul, dans l'arrondissement d'Eunpyeong-gu.